# La Glorieuse Parade
« Yankee Doodle Dandy » redirige ici. Pour la chanson, voir The Yankee Doodle Boy.
Pour plus de détails, voir Fiche technique et Distribution.

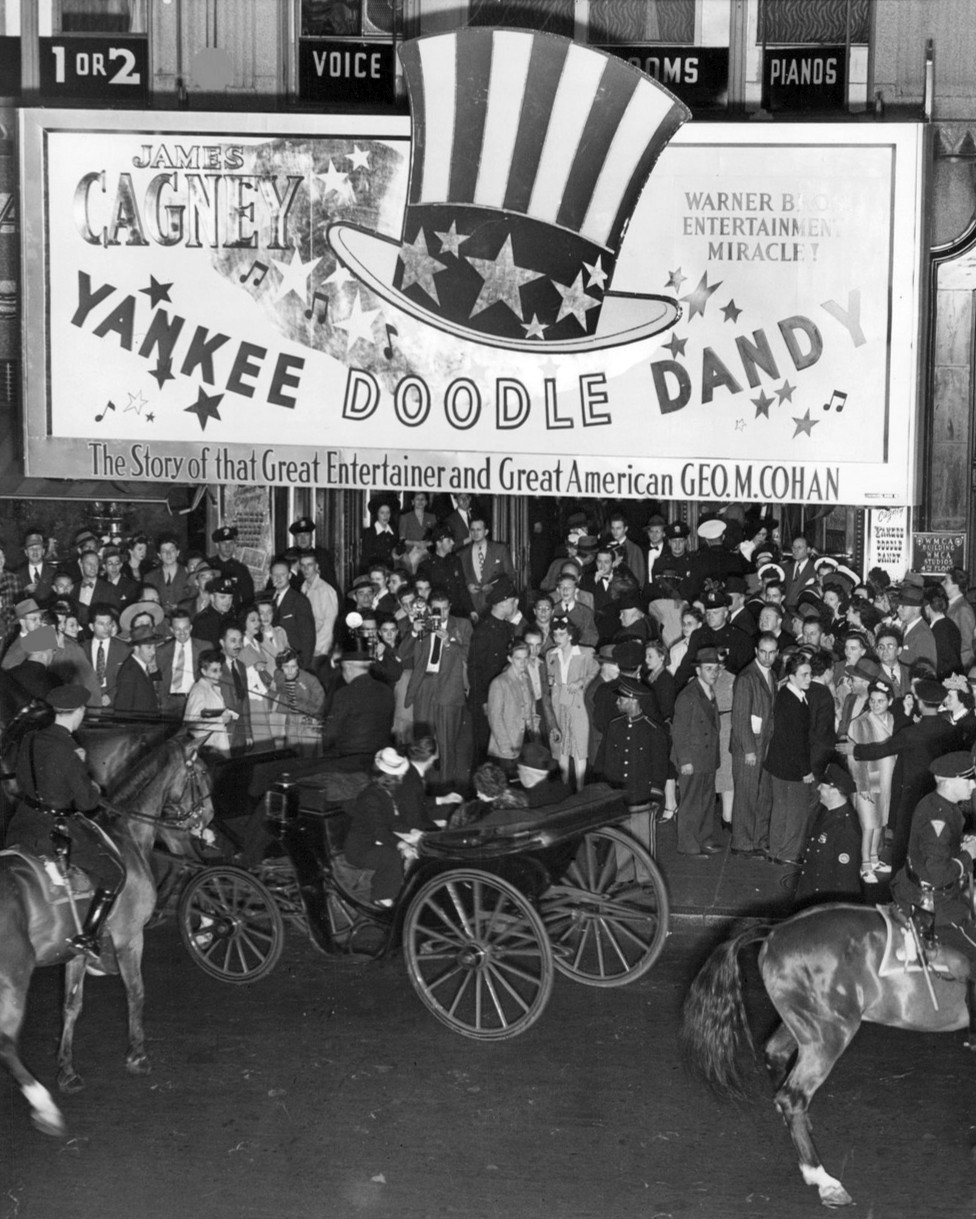
La première du film au Hollywood Theatre
de New York

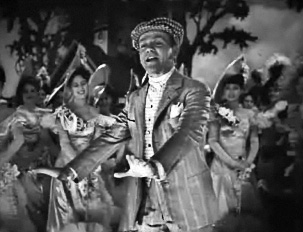
James Cagney

La Glorieuse Parade (Yankee Doodle Dandy) est un film américain biographique réalisé par Michael Curtiz en juin 1942 relatant la vie de l'artiste George M. Cohan. Le titre original provient du chant patriotique Yankee Doodle.
En 1993, le film est entré dans le National Film Registry pour conservation à la Bibliothèque du Congrès aux États-Unis à cause de son importance « culturelle, historique ou esthétique. »

## Synopsis
La vie de George M. Cohan, de ses premiers pas sur scène jusqu'à son triomphe à Broadway grâce à ses chants et ses danses.

## Fiche technique
- Titre : La Glorieuse Parade
- Titre original : Yankee Doodle Dandy
- Réalisation : Michael Curtiz
- Scénario : Robert Buckner et Edmund Joseph d'après une histoire de Robert Buckner
- Production : William Cagney (producteur associé), Hal B. Wallis (producteur exécutif) et Jack Warner (producteur exécutif)
- Société de production : Warner Bros. Pictures
- Photographie : James Wong Howe
- Montage : George Amy
- Directeur musical : Leo F. Forbstein et Heinz Roemheld (non crédité)
- Musique : Ray Heindorf (non crédité) - Chansons : George M. Cohan - Partition : Ray Heindorf, Heinz Roemheld
- Chorégraphe : Seymour Felix, LeRoy Prinz et Jack Boyle (pour les danses de James Cagney)
- Direction artistique : Carl Jules Weyl
- Costumes : Milo Anderson
- Distribution : Warner Bros. Entertainment
- Pays d'origine :  États-Unis
- Langue : anglais
- Format : Noir et blanc - Son : Mono (RCA Sound System)
- Genre : Musical biographique
- Durée : 126 minutes
- Dates de sortie : 
  - États-Unis : 29 mai 1942 (première à New York), 6 juin 1942 (sortie nationale)
  - France : 25 septembre 1946
- Affiche : Bill Gold (États-Unis)

## Distribution
- James Cagney : George M. Cohan
- Joan Leslie : Mary
- Walter Huston : Jerry Cohan
- Richard Whorf : Sam Harris
- Irene Manning : Fay Templeton
- George Tobias : Dietz
- Rosemary DeCamp : Nellie Cohan
- Jeanne Cagney : Josie Cohan
- Eddie Foy Jr. : Eddie Foy
- Frances Langford : la chanteuse
- George Barbier : Erlanger
- S. Z. Sakall : Schwab

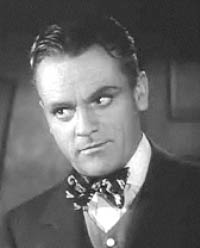
James Cagney

- Douglas Croft : George M. Cohan à 13 ans
- Minor Watson : Albee
- Odette Myrtil : Mme Bartholdi

Acteurs non crédités
- Leon Belasco : le magicien
- Leslie Brooks : Chorus Girl dans le numéro 'Little Johnny Jones'
- Glen Cavender : un machiniste
- Ann Doran : une réceptionniste
- Bill Edwards : un journaliste
- John Hamilton : un major au recrutement
- Harry Hayden : Dr Llewellyn
- George Meeker : un employé d'hôtel
- Dolores Moran : Chorus Girl
- Francis Pierlot : Dr Anderson
- Clinton Rosemond : le majordome à la Maison-Blanche
- Frank Sully : un recruteur de l'armée

## Chansons
- The Yankee Doodle Boy
- Give My Regards to Broadway

etc.

## Distinctions
- Oscars du cinéma 1943
  - Récompensé - Oscar du meilleur acteur pour James Cagney
  - Récompensé - Oscar du meilleur son pour Nathan Levinson
  - Récompensés - Oscar de la meilleure musique de film pour Ray Heindorf et Heinz Roemheld
  - Nommé - Oscar du meilleur film
  - Nommé - Oscar du meilleur réalisateur pour Michael Curtiz
  - Nommé - Oscar du meilleur acteur dans un second rôle pour Walter Huston
  - Nommé - Oscar de la meilleure histoire originale pour Robert Buckner
  - Nommé - Oscar du meilleur montage pour George Amy